# One Call Away (bài hát của Charlie Puth)
"One Call Away" là một bài hát của nam ca sĩ Charlie Puth cho album phòng thu đầu tay của anh Nine Track Mind. Bài hát được phát hành ngày 20 tháng 8 năm 2015 bởi Atlantic Records dưới dạng đĩa đơn thứ hai từ album, sau đĩa đơn mở đường "Marvin Gaye". Bài hát đã đạt đến vị trí số 60 trên bảng xếp hạng Hoa Kỳ Billboard Hot 100 và dự kiến sẽ còn cao hơn nữa.

## Diễn biến xếp hạng
Tại Hoa Kỳ, "One Call Away" ở đầu tại vị trí số 89, rồi đạt đến vị trí số 60 vào ngày 2 tháng 1 năm 2016. Tại Anh, bài hát đã dạt đến vị trí số 69. 
Tại New Zealand, bài hát ở đầu tại vị trí số 39, vào tuần lễ ngày 12 tháng 9 năm 2015; tuần tiếp theo, bài hát nhảy vọt từ 39 đến 9, trở thành hit top 10 thứ ba của Puth tại New Zealand. Bài hát đạt đến vị trí cao nhất của mình, vị trí số 3, tuần kế tiếp.

## Video âm nhạc
Được chỉ đạo bởi Mark Staubach, video âm nhạc cho "One Call Away" đã được phát hành vào ngày 19 tháng 9 năm 2015 bởi kênh YouTube của Puth.

## Xếp hạng
| Chart (2015–16)                        | Peak position |
| -------------------------------------- | ------------- |
| Úc (ARIA)                              | 3             |
| Áo (Ö3 Austria Top 40)                 | 8             |
| Bỉ (Ultratop 50 Flanders)              | 12            |
| Bỉ (Ultratop 50 Wallonia)              | 23            |
| Canada (Canadian Hot 100)              | 15            |
| Cộng hòa Séc (Singles Digitál Top 100) | 27            |
| Đan Mạch (Tracklisten)                 | 13            |
| Phần Lan (Suomen virallinen lista)     | 36            |
| Pháp (SNEP)                            | 41            |
| Đức (GfK)                              | 30            |
| Hungary (Single Top 40)                | 40            |
| Ireland (IRMA)                         | 53            |
| Italy (FIMI)                           | 39            |
| Hà Lan (Dutch Top 40)                  | 23            |
| Hà Lan (Single Top 100)                | 24            |
| New Zealand (Recorded Music NZ)        | 3             |
| Norway (VG-lista)                      | 36            |
| Ba Lan (Polish Airplay Top 100)        | 3             |
| Slovakia (Rádio Top 100)               | 18            |
| Slovakia (Singles Digitál Top 100)     | 40            |
| Slovenia (SloTop50)                    | 7             |
| Nam Phi (EMA)                          | 5             |
| Sweden (Sverigetopplistan)             | 21            |
| Thụy Sĩ (Schweizer Hitparade)          | 10            |
| Anh Quốc (OCC)                         | 26            |
| Hoa Kỳ Billboard Hot 100               | 12            |
| Hoa Kỳ Adult Contemporary (Billboard)  | 5             |
| Hoa Kỳ Adult Pop Airplay (Billboard)   | 1             |
| Hoa Kỳ Pop Airplay (Billboard)         | 11            |
| Hoa Kỳ Rhythmic (Billboard)            | 38            |

## Chứng nhận
| Quốc gia                                                                           | Chứng nhận  | Số đơn vị/doanh số chứng nhận |
| ---------------------------------------------------------------------------------- | ----------- | ----------------------------- |
| Úc (ARIA)                                                                          | 3× Platinum | 210.000‡                      |
| Bỉ (BEA)                                                                           | Gold        | 10.000‡                       |
| Canada (Music Canada)                                                              | Gold        | 0*                            |
| Đan Mạch (IFPI Đan Mạch)                                                           | Gold        | 30,000^                       |
| Ý (FIMI)                                                                           | Gold        | 25.000‡                       |
| New Zealand (RMNZ)                                                                 | 2× Platinum | 0*                            |
| Na Uy (IFPI)                                                                       | Gold        | 20.000‡                       |
| Ba Lan (ZPAV)                                                                      | Platinum    | 20.000‡                       |
| Thụy Điển (GLF)                                                                    | 2× Platinum | 40.000‡                       |
| Thụy Sĩ (IFPI)                                                                     | Gold        | 15.000‡                       |
| Anh Quốc (BPI)                                                                     | Silver      | 200.000‡                      |
| Hoa Kỳ (RIAA)                                                                      | Platinum    | 1,000,000^                    |
| * Chứng nhận dựa theo doanh số tiêu thụ. ^ Chứng nhận dựa theo doanh số nhập hàng. |             |                               |